# Gunnar Aase
Gunnar Aase (født 29. september 1971) er en norsk tidligere fodboldspiller (midtbane). Han spillede for Viking FK i Stavanger, som han vandt det norske mesterskab med i 1991, og for Norges landshold. Han spillede tre landskampe for Norge, som han debuterede for i en EM-kvalifikationskamp på udebane mod Luxembourg 29. marts 1995. Her scorede han det ene mål i den norske sejr på 2-0. Han stoppede karrieren allerede som 29-årig i år 2000.

## Titler
Tippeligaen
- 1991 med Viking